# (8479) 1987 HD2
(8479) 1987 HD2 (1987 HD2, 1934 GP, 1969 TC6, 1983 EJ3, 1998 CF5) — астероїд головного поясу, відкритий 29 квітня 1987 року.
Тіссеранів параметр щодо Юпітера — 3,471.